# Francis Jammes

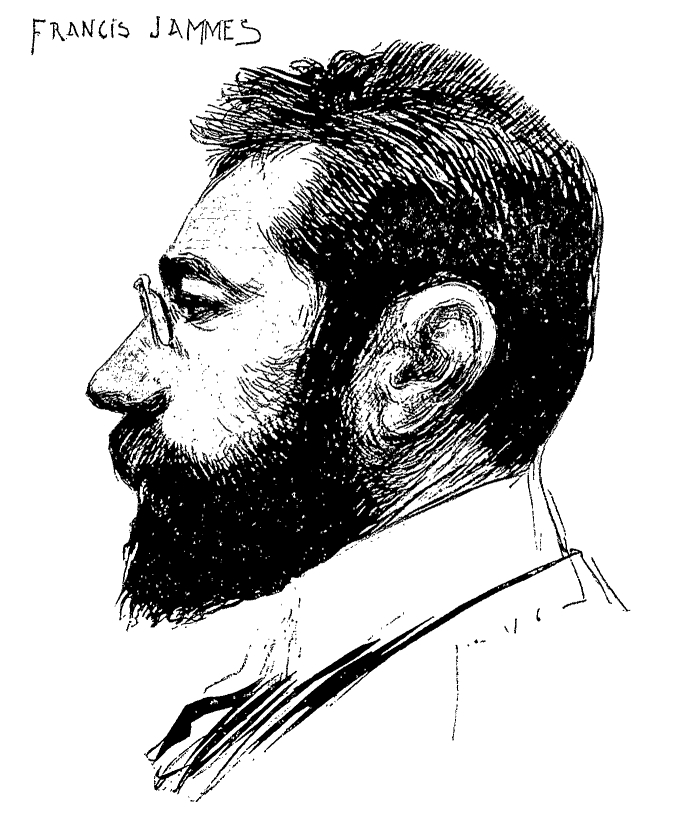
Jammes door Jean Veber

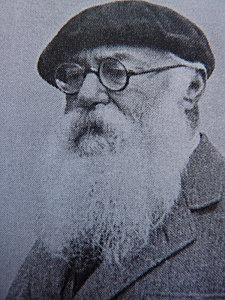
Jammes op latere leeftijd

Francis Jammes (Tournay, Hautes-Pyrénées,  2 december 1868 -  Hasparren, Pyrénées-Atlantiques, 1 november 1938) was een Frans dichter en criticus.

## Leven en werk
Jammes was de zoon van een belastingontvanger en bracht zijn jeugd door in de omgeving van Béarn en Baskenland. Uiteindelijk koos hij echter voor de literatuur. Hij publiceerde enkele kleine dichtbundels en verhuisde in 1895 naar Parijs, waar hij in contact kwam met literaire kringen. Albert Samain engageerde hem als medewerker voor het tijdschrift Mercure de France. In zijn Manifeste du jammisme (1897) nam hij het symbolisme op de korrel, met haar talloze '–ismen'. Zijn stellingname kreeg een vervolg in 1898 met zijn eerste volwassen bundel De l’Angélus de l’aube à l’Angélus du soir, waarin hij radicaal brak met de gekunsteldheid die het symbolisme van die tijd kenmerkte. Zijn poëzie was fris, geschreven in gebruikelijke woorden en een gangbare zinsopbouw, vaak met klankrijmen. Mensen, dieren en dingen verwijzen op de eerste plaats naar zichzelf, naar wat ze zijn. Jammes toont zich geobsedeerd door het verleden en de herinnering en wordt gefascineerd door jonge meisjes en exotisme. Deze thema’s zouden ook in zijn latere bundels blijven terugkeren, met name in Le Deuil des Primevères (1901).
Jammes was een bekende figuur in Parijse literaire kringen aan het begin van de twintigste eeuw. Hij was bevriend met André Gide, met wie hij in 1896 door  Algerije reisde, alsook met Stéphane Mallarmé en Henri de Régnier. Vanaf 1905 komt hij onder invloed van Paul Claudel en keert het geloof nadrukkelijk als thema terug in zijn werk, waar dat voordien slechts intuïtief aanwezig was. Le Triomphe de la vie (1906) is hiervan een sprekend voorbeeld. Zijn latere bundels worden wel als 'dogmatisch katholiek' bekritiseerd. Aan het einde van zijn leven schreef hij een aantal satirische stukken gericht tegen het surrealisme, dat hij als een decadentieverschijnsel ervoer.
Jammes heeft altijd veel geleden onder een gevoel van onvoldoende erkenning door het uitblijven van officiële eerbewijzen (hij was bijvoorbeeld ernstig verbitterd over het feit dat hij nooit in de Académie française opgenomen werd),  maar na zijn huwelijk en de geboorte van zijn dochter in 1910 vond hij toch een zekere innerlijke rust. Niettemin bleef hij altijd bekendstaan als een pessimistisch en misantropisch man. Hij overleed in 1938, 70 jaar oud.

## Trivia
Chansonnier Georges Brassens baseerde zijn bekende lied La Prière op het gedicht Les mystères douloureux van Jammes, paste het alleen ritmisch enigszins aan.